# 刘仁通
刘仁通（1930年—2021年3月1日），男，浙江景宁人，中国书画家，一级美术师、陆军指挥学院教授，江苏省美术家协会会员、江苏省世博诗书画院副院长、北京奥林匹克书画院荣誉院长。

## 生平
1930年出生于今浙江省丽水市景宁县鸬鹚乡。小学毕业后考入稽山中学，初中毕业后考入处州师范学堂。1949年从学堂毕业后，参加华东军政大学招生考试并被录取，之后先后被选送至中国人民解放军中高级步兵学校、华东军区军事干部学院学习，并于1963年在高等军事学院学习期间收到毛泽东主席、周恩来总理的接见。历任华东军政大学区队长（排长），二十四军排长、副连长，华东军区参谋，江苏省航运局党委书记，南京陆军指挥学院教授等职。1986年2月离休。
2021年3月1日17时，逝世于东部战区总医院，享年91岁。